# Wielersport op de Gemenebestspelen 1978
Wielersport is een van de sporten die beoefend werden tijdens de Gemenebestspelen 1978 in Edmonton, Canada. Er waren enkel wedstrijden georganiseerd voor mannelijke deelnemers; zes op de baan en een wegwedstrijd van 188 kilometer. De Australische renners wonnen het medailleklassement met acht medailles, gevolgd door het thuisland Canada.

## Uitslagen
| Discipline           | Goud                                                               | Zilver                                                            | Brons                                                     |
| Baan                 | Baan                                                               | Baan                                                              | Baan                                                      |
| -------------------- | ------------------------------------------------------------------ | ----------------------------------------------------------------- | --------------------------------------------------------- |
| Achtervolging        | Mike Richards                                                      | Gary Campbell                                                     | Tony Doyle                                                |
| Ploegenachtervolging | Australië Colin Fitzgerald Kevin Nichols Gary Sutton Shane Shutton | Nieuw-Zeeland Kevin Blackwell Anthony Cuff Neil Lyster Jack Swart | Engeland Tony Doyle Paul Fennell Tony James Glen Mitchell |
| Scratch              | Jocelyn Lovell                                                     | Shane Shutton                                                     | Gary Shutton                                              |
| Sprint               | Kenrick Tucker                                                     | Trevor Gadd                                                       | David Weller                                              |
| Tandem               | Canada Jocelyn Lovell Gordon Singleton                             | Engeland Trevor Gadd David Le Grys                                | Australië Ron Boyle Stephen Goodall                       |
| Tijdrit              | Jocelyn Lovell                                                     | Kenrick Tucker                                                    | Gordon Singleton                                          |
| Weg                  |                                                                    |                                                                   |                                                           |
| Wegwedstrijd         | Phil Anderson                                                      | Pierre Harvey                                                     | Garry Bell                                                |

## Medaillespiegel
| Plaats | Land          | Goud | Zilver | Brons | Totaal |
| 1      | Australië     | 3    | 3      | 2     | 8      |
| 2      | Canada        | 3    | 1      | 1     | 5      |
| 3      | Nieuw-Zeeland | 1    | 1      | 1     | 3      |
| 4      | Engeland      | 0    | 2      | 2     | 4      |
| 5      | Jamaica       | 0    | 0      | 1     | 1      |
| Totaal | Totaal        | 7    | 7      | 7     | 21     |

1934 · 1938 · 1950 · 1954 · 1958 · 1962 · 1966 · 1970 · 1974 · 1978 · 1982 · 1986 · 1990 · 1994 · 1998 · 2002 · 2006 (baan - weg) · 2010 · 2014 · 2018 · 2022 · 2026
Atletiek · Badminton · Boksen · Bowls · Gewichtheffen · Schietsport · Schoonspringen · Turnen · Wielersport · Worstelen · Zwemmen